# .ltda
.ltda é o domínio de topo (TLD, em inglês: top-level domain) do tipo genérico, destinado a empresas de Sociedade Limitada (LTDA) e Empresas Individuais de Responsabilidade Limitada (EIRELI), criado em 03 de julho de 2014, sob o pedido formal da Domain Robot Serviços de Hospedagem na Internet LTDA, e re-delegado a InternetX Corp, sendo operado pela Afilias por meio de serviços back-end.

## Políticas Aplicáveis
Os requerentes de domínios .LTDA estão sujeitos às seguintes normas (por razões legais somente disponíveis em inglês):
- As Governmental Advisory Committee (GAC) Safeguards se aplica ao domínio .LTDA.
- DNSSEC está de acordo como as regras da Afilias DNSSEC Practice Statement.

## Países onde se pode registrar
- Bolívia
- Brasil
- Chile
- Costa Rica
- Equador
- El Salvador
- Guatemala
- Colômbia
- Nicarágua

## Lançamento
O Lançamento do gTLD .LTDA, ocorreu oficialmente em duas fases, que se iniciaram a partir de 29 de outubro de 2014.